# The Addams Family (Musical)

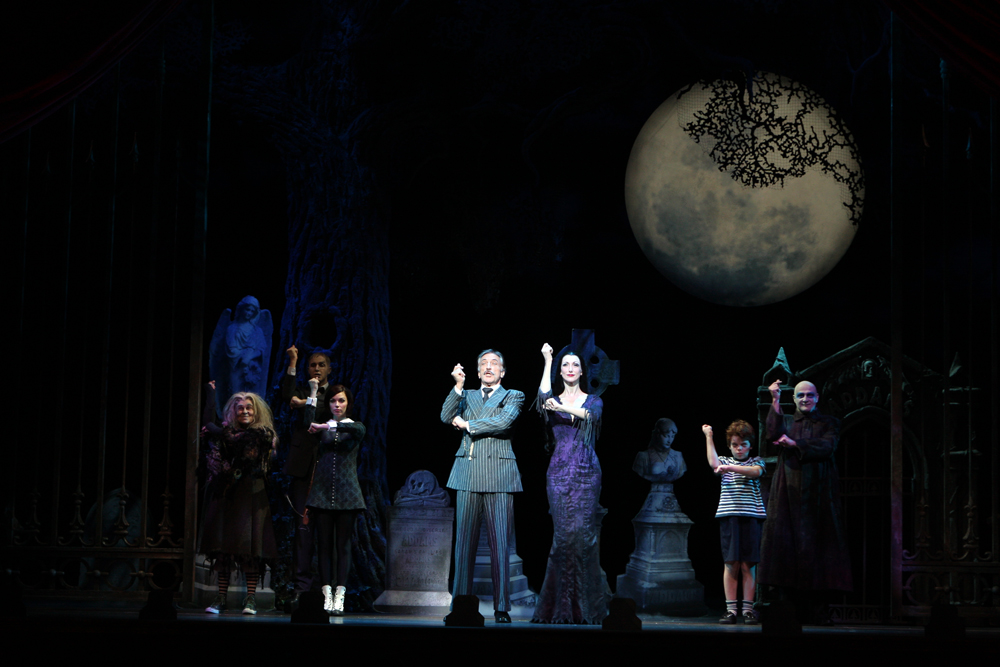
2013, Sydney

The Addams Family ist ein Musical von Andrew Lippa, das 2009 in Chicago uraufgeführt wurde.

## Aufführungen
Im Jahr 2009 wurde das Musical The Addams Family von Andrew Lippa in Chicago als Tryout uraufgeführt und ein Jahr später am Broadway, wo es mehr als 700 Mal im En-Suite-Betrieb gezeigt wurde. Die deutschsprachige Uraufführung fand im Jahr 2014 im Zeltpalast in Merzig im Saarland statt. Danach wurde das Musical in Bremen aufgeführt. In der 2018er Spielzeit der Gandersheimer Domfestspiele erlebte das Musical vierzehn Aufführungen. Im Jahr 2023 wurde das Musical mehrmals durch das Theater Plauen-Zwickau im Vogtlandtheater Plauen und im Gewandhaus Zwickau aufgeführt. Während der Spielzeit 2023/24 steht das Musical mit mehr als 20 Aufführungen an 14 Spielorten im nordwestdeutschen Spielgebiet der Landesbühne Niedersachsen Nord auf dem Spielplan. International wurde das Musical in zahlreichen weiteren Ländern auf der Welt aufgeführt, darunter Australien und Russland.

## Handlungsüberblick
Im Gegensatz zu den originalen Cartoons sowie den Filmen und Serien ist Wednesday Addams nun kein Kind mehr, sondern ein achtzehnjähriges Mädchen, das ihre große Liebe Lucas Beineke gefunden hat. Sie vertraut ihrem Vater beim alljährlichen Familienfest auf dem Friedhof an, dass sie Lucas heiraten möchte. Er verspricht ihr, es nicht ihrer Mutter zu beichten. Das Problem ist, dass die Beziehung der strengen Morticia und des liebevollen Gomez auch stark darauf aufgebaut ist, keine Geheimnisse voreinander zu haben. Ebenso muss Gomez sich selbst erst mit dem Gedanken anfreunden, dass seine Tochter erwachsen geworden ist und sich abnabeln will. Lucas’ Familie wird schließlich von den Addams' zum Dinner eingeladen und die Situation scheint völlig zu eskalieren, da die beiden Familien grundverschieden sind. Das Dinner mit dem anschließenden Familienspiel ("Sag die Wahrheit") deckt die Probleme gnadenlos auf, nicht nur zwischen den Familien, sondern auch untereinander.
Die Hauptbotschaft der Handlung liegt in den drei Paarbeziehungen Wednesday – Lucas, Morticia – Gomez und Mal – Alice. So wie sich die beiden Jungverliebten erst einmal zusammen finden müssen, und es sogar nach einem Auseinandergehen aussieht, hinterfragen ihre beiden Elternpaare ihre jeweiligen Beziehungen zunehmend. Morticia ist enttäuscht von ihrem Mann, der ihr ein Geheimnis vorenthalten hat. Alice vermisst, nachdem sie die "verrückte" Addams Family kennengelernt hat, diese Verrücktheit an ihrem eher spießigen Mann. Beide Paare stehen kurz vor der Trennung. Für Verwirrung sorgen auch Pugsley, der Granny eine geheimnisvolle Droge klaut und sie Wednesday heimlich einflößen will, da er sie als Schwester zu verlieren fürchtet, jedoch Alice erwischt; sowie Onkel Fester und die Ahnen der Familie. Am Schluss finden jedoch alle drei Paare (wieder) zusammen, auch Pugsley ist zufrieden, da Wednesday ihm verspricht, ihn weiter zu quälen, bis er eine eigene Beziehung hat, und Fester hat mittels einer selbst gebastelten Rakete seine Liebe zum Mond erfüllen können. Der bis dahin sprachlose Lurch leitet mit dem Schlusslied "Tauch hinab ins Dunkel" das gemeinsame Finale ein.

## Besetzung
| Rolle            | Besetzung am Broadway | Besetzung in Merzig | Besetzung in Wiesbaden                   | Besetzung in Koblenz                         |
| ---------------- | --------------------- | ------------------- | ---------------------------------------- | -------------------------------------------- |
| Gomez Addams     | Nathan Lane           | Uwe Kröger          | Tim Speckhardt                           | Sven Berkau                                  |
| Morticia Addams  | Bebe Neuwirth         | Edda Petri          | Felicitas Geipel / Anna Heldmaier        | Eva Maria Nikolaus/ Sophie Hein              |
| Wednesday Addams | Krysta Rodriguez      | Jana Stelley        | Maja Dickmann / Denia Gilberg            | Lena Fuhrmann                                |
| Onkel Fester     | Kevin Chamberlin      | Enrico DePieri      | Peter Emig                               | Dustin Grieß                                 |
| Grandma          | Jackie Hoffman        | Anne Welte          | Lisa Krämer / Viktoria Reese             | Henry Marx                                   |
| Pugsley Addams   | Adam Riegler          | Justin Natale       | Johannes Wieland / Nils Hausotte         | Tim Sauerwein, Kilian Lohmann, Dominik Klein |
| Lurch            | Zachary James         | Gerhard Karzel      | Meik Burs                                | Jakob Jösch                                  |
| Lucas Beineke    | Wesley Taylor         | Dominik Hees        | Johannes Atzinger / David Rothe          | Paul Mannebach                               |
| Mal Beineke      | Terrence Mann         | Ethan Freeman       | Benjamin Geipel                          | Roman Rübe                                   |
| Alice Beineke    | Carolee Carmello      | April Hailer        | Constanze Kochaneck / Ann-Kristin Lauber | Lena Wecker                                  |

## Musik
Im Jahr 2014 wurde die deutsche Version des Musicals als Live-Mitschnitt veröffentlicht. Die Lieder als Ergänzung zu den Dialogen und Spielhandlungen des Musicals wurden alle von Andrew Lippa geschrieben. Es wurde ebenfalls eine CD mit einem Mitschnitt vom Broadway aufgenommen, die am 19. April 2010 veröffentlicht wurde.
In folgender Reihenfolge sind die Songs auf der CD des deutschen Casts zu hören:
CD1 (Gesamt: 43:50 min)
1. Ouverture – (Instrumental)
2. Bist Du ein Addams – (Gesamte Cast)
3. Ein Problem – (Gomez, Fester, Wednesday)
4. Festers Manifest – (Fester)
5. Die zwei Dinge – (Gomez)
6. Wednesday wächst heran – (Gomez)
7. Die drei Dinge – (Gomez)
8. Ich sitz fest – (Gomez)
9. Neue Wege – (Wednesday)
10. Die vier Dinge – (Wednesday)
11. Eine normale Nacht – (Ensemble)
12. Über Liebe reden – (Fester)
13. Über Liebe reden Reprise – (Fester)
14. Geheimnisse – (Morticia, Alice)
15. Was wär wenn (Gomez) – (Gomez)
16. Was wär wenn (Pugsley) – (Pugsley, Grandma)
17. Sag die Wahrheit (Teil 1) – (Ensemble)
18. Das Warten – (Alice)
19. Sag die Wahrheit (Teil 2) – (Ensemble)

CD2 (Gesamt: 37:23 min)
1. Opening Akt 2 – (Instrumental)
2. Der Tod steht um die Ecke – (Morticia)
3. Sagt der Mond 'ich liebe dich' – (Fester)
4. Richtig falsch – (Gomez)
5. Verrückter als du – (Wednesday, Lucas, Mal, Alice)
6. Heute nicht – (Gomez)
7. Leb jetzt und intensiv – (Gomez)
8. Tango de amor – (Instrumental)
9. Tauch hinab ins Dunkel – (Ensemble)
10. Bows – (Instrumental)